# أكيها-كو
أكيها-كو (باليابانية: 秋葉区) هو حي في اليابان، يقع في نيغاتا، بلغ عدد سكانه 76,145 نسمة وذلك حسب إحصائيات سنة 2018، تبلغ مساحته 95.38 كيلومتر مربع.